# Caligo semicaerulea
Caligo semicaerulea är en fjärilsart som beskrevs av James John Joicey och William James Kaye 1917. Caligo semicaerulea ingår i släktet Caligo och familjen praktfjärilar. Inga underarter finns listade i Catalogue of Life.